# ガービッジ
ガービッジ（Garbage）は、アメリカ合衆国・スコットランドのロックバンド。
紅一点のヴォーカル、シャーリー・マンソンの存在感とコケティッシュな魅力が特徴。アルバムの累計セールスが1700万枚を超える。
バンド名は、メンバーがカセットテープのテープをハサミで切ったものをつぎはぎして曲と曲をリミックスしているとき、他のメンバーが切り刻まれたテープが散乱している部屋を見て「ゴミ（GARBAGE）みたいだね」に由来する。

## 来歴
1994年、ニルヴァーナ等のプロデュースで知られるブッチ・ヴィグを中心にニューヨークで結成。
1995年、1stアルバム『G』（原題：『Garbage』）でデビュー、全世界で500万枚以上のセールスを記録する。アメリカ、イギリス、オーストラリアではプラチナを獲得。
1998年、2ndアルバム『Version 2.0』をリリース。ヨーロッパ各地のチャートで初登場1位を記録し、ファーストアルバムを上回る600万枚以上を売り上げた。同年、フジロック・フェスティバルに出演。
2001年、3rdアルバム『Beautiful Garbage』をリリース。120万枚以上の売り上げを記録。
2003年、次のアルバムのレコーディングを開始するも、ブッチ・ヴィグ所有のレコーディング・スタジオに10tトラックが突っ込む、シャーリー・マンソンの声帯手術（嚢胞除去手術は成功）、ブッチ・ヴィグがA型肝炎に感染するなど多くのアクシデントに見舞われ、さらに創作に対する意見の不一致、各メンバーの環境の変化により解散の危機を迎える。
2005年、4thアルバム『Bleed Like Me』で復活したが、ワールドツアー初日にメンバー全員がインフルエンザに罹ってしまう。特にシャーリー・マンソンの症状がひどかったため、ツアー途中で残りの日程をキャンセルした。ツアー終了後、一時活動停止を宣言した。
2007年、ベストアルバム『Absolute Garbage』を発表。同アルバムに収録のため新曲が1曲制作され、先行シングルとしてリリースされた。
2012年、5thアルバム『Not Your Kind of People』をリリース。8月にはサマーソニックに出演。
2016年、6thアルバム『Strange Little Birds』をリリース。

## メンバー
- シャーリー・マンソン (Shirley Manson) - ボーカル、ギター
  - スコットランド、エディンバラ出身。Garbageの前はAngelfishというバンドに所属。
- スティーブ・マーカー (Steve Marker) - ギター、ベース
  - アメリカ合衆国、ニューヨーク州出身。
- デューク・エリクソン (Duke Erikson) - ギター、ベース、キーボード
  - アメリカ合衆国、ネブラスカ州出身。
- ブッチ・ヴィグ (Butch Vig) - ドラム
  - アメリカ合衆国、ウィスコンシン州出身。

## ディスコグラフィ

### アルバム
| 年                                        | タイトル                | アルバム詳細 | チャート最高位 | チャート最高位 | チャート最高位 | チャート最高位 | チャート最高位 | チャート最高位 | チャート最高位 | チャート最高位 | チャート最高位 | チャート最高位 | 認定 |
| 年                                        | タイトル                | アルバム詳細 | US             | AUS            | AUT            | CAN            | FRA            | GER            | NZ             | SWE            | SWI            | UK             | 認定 |
| ----------------------------------------- | ----------------------- | --- | -------------- | -------------- | -------------- | -------------- | -------------- | -------------- | -------------- | -------------- | -------------- | -------------- | --- |
| 1995                                      | Garbage                 | - 発売日: 1995年8月15日 - レーベル: Mushroom, Almo - フォーマット: CD, LP, cassette, digital download - 全米売上: 240万枚        | 20             | 4              | —              | 25             | 16             | 55             | 1              | 19             | —              | 6              | - US: 2× プラチナ - AUS: 2× プラチナ - CAN: 2× プラチナ - FRA: ゴールド - NZ: 2× プラチナ - UK: 2× プラチナ                                         |
| 1998                                      | Version 2.0             | - 発売日: 1998年5月11日 - レーベル: Mushroom, Almo - フォーマット: CD, LP, cassette, digital download - 全米売上: 170万枚        | 13             | 5              | 4              | 2              | 1              | 4              | 1              | 12             | 17             | 1              | - US: プラチナ - AUS: プラチナ - AUT: プラチナ - CAN: プラチナ - FRA: 2× ゴールド - IFPI: プラチナ - NZ: プラチナ - SWE: ゴールド - UK: 2× プラチナ |
| 2001                                      | Beautiful Garbage       | - 発売日: 2001年10月1日 - レーベル: Mushroom, Interscope - フォーマット: CD, LP, cassette, digital download - 全米売上: 40.5万枚 | 13             | 1              | 9              | 6              | 3              | 6              | 2              | 29             | 10             | 6              | - AUS: プラチナ - CAN: ゴールド - FRA: ゴールド - NZ: ゴールド - UK: ゴールド                                                                       |
| 2005                                      | Bleed Like Me           | - 発売日: 2005年4月11日 - レーベル: A&E, Geffen - フォーマット: CD, cassette, digital download - 全米売上: 28.4万枚              | 4              | 4              | 17             | 9              | 6              | 12             | 25             | 7              | 15             | 4              | - AUS: ゴールド - UK: シルバー |
| 2012                                      | Not Your Kind of People | - 発売日: 2012年5月4日 - レーベル: STUNVOLUME - フォーマット: CD, LP, digital download - 全米売上: 9.8万枚                       | 13             | 8              | 39             | 17             | 15             | 15             | 32             | —              | 15             | 10             | |
| 2016                                      | Strange Little Birds    | - 発売日: 2016年6月10日 - レーベル: STUNVOLUME - フォーマット: CD, LP, digital download - 全米売上: 2万枚                        | 14             | 9              | 17             | 69             | 23             | 22             | 18             | —              | 16             | 17             | |
| "—"は未発売またはチャート圏外を意味する。 |                         | |                |                |                |                |                |                |                |                |                |                | |